# Chiniquodontidae
Los quinicuodóntidos (Chiniquodontidae) son una familia de terápsidos carnívoros que vivieron durante el Triásico Superior en Suramérica y tal vez Europa.
Uno de sus géneros, Aleodon, fue descubierto en África procedente del Triásico Medio. Se cree que la familia estuvo relacionada con los ancestros de los mamíferos actuales.
El tamaño variaba desde el pequeño Gaumia hasta Belesodon del tamaño de un perro. Otros géneros estrechamente relacionados fueron Eoraetia, del Triásico Superior en Europa y Kunminia, del Jurásico Superior de China.